# Ödgartenhof
Ödgartenhof ist ein Gemeindeteil der Gemeinde Dieterskirchen im Landkreis Schwandorf (Oberpfalz, Bayern).

## Geographische Lage
Die Einöde Ödgartenhof liegt ungefähr drei Kilometer östlich von Dieterskirchen und etwa zwei Kilometer westlich der Bundesstraße 22 am Nordwesthang des 622 Meter hohen Kulm.

## Geschichte
1808 gehörte Ödgartenhof mit einem Anwesen und fünf Einwohnern zum Steuerdistrikt, zur Hofmark Dieterskirchen und zum Landgericht Neunburg vorm Wald.
Von 1820 bis 1830 war Ödgartenhof Teil des von Anton von Horneck gebildeten Patrimonialgerichts I. Klasse. Danach fiel die Gerichtsbarkeit wieder an das Landgericht Neunburg vorm Wald.
Zum Stichtag 23. März 1913 (Osterfest) wurde Ödgartenhof als Teil der Pfarrei Dieterskirchen mit einem Haus und 9 Einwohnern aufgeführt.
Ödgartenhof wurde 1964 als Ortsteil der Gemeinde Dieterskirchen verzeichnet.
Am 31. Dezember 1990 hatte Ödgartenhof drei Einwohner und gehörte zur Pfarrei Dieterskirchen.